# پولمونیت

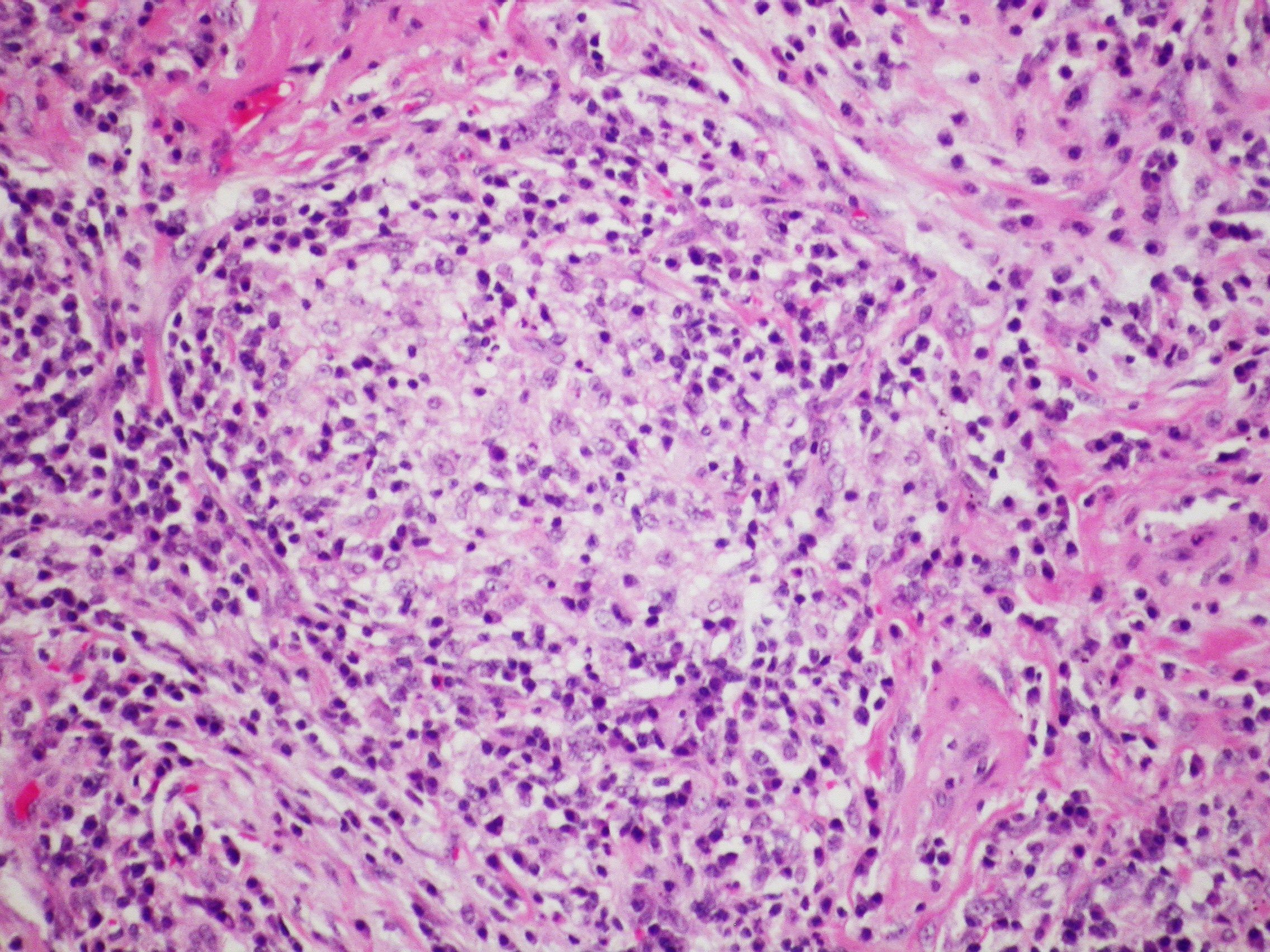

پولمونیت (به انگلیسی: pulmonitis) یا پنومونیت واژه‌ای عمومی برای هرنوع التهاب در بافت شش‌ها است.
پولمونیت اگر حاد و همراه ترشح درون گوی‌چه هوایی باشد سینه‌پهلو یا پنومونی نام می‌گیرد.
از عوامل ایجاد پولمونیت می‌توان به بازه‌ای وسیع از عوامل همچون ورود پُرز و موی حیوان به درون دستگاه تنفسی یا تنفس غبار گرفته تا ورود ویروس و باکتری و ایجاد عفونت در شش اشاره نمود.

## انواع
پولمونیت به انواع پولمونیت میان‌بافتی حاد، پولمونیت ناشی از افزایش حساسیت، پولمونیت ناشی از تشعشع (رادیولوژی) و پولمونیت لنفاوی بینابینی گروه‌بندی می‌شود.

## دلایل
از عمده دلایل ایجاد پولمونیت:
- ویروس: پس از ایجاد بیماری در شش، التهاب ایجاد می‌کند.
- آلرژی: در افراد با حساسیت شدید ممکن است پولمونیت ایجاد گردد.
- بخور: تنفس بخار حاصل از برخی مواد مانند (مایع سفیدکننده) یا هاگ برخی قارچ‌ها و همچنین مواد (مانند جیوه)
- استعمال دخانیات